# Newell (Pennsylvanie)
Pour les articles homonymes, voir Newell.
Newell est un borough situé au nord-ouest du comté de Fayette, en Pennsylvanie, aux États-Unis,. En 2010, il comptait une population de 541 habitants.  Il est incorporé le 19 août 1952.

## Démographie
Lors du recensement de 2010, le borough comptait une population de 541 habitants. Elle est estimée, en 2019, à 525 habitants.

### Source de la traduction
- (en) Cet article est partiellement ou en totalité issu de l’article de Wikipédia en anglais intitulé « Newell, Pennsylvania » (voir la liste des auteurs).